# 恋愛極刑ハイスクール
『恋愛極刑ハイスクール』（れんあいきょっけいハイスクール）は新井輝/著、Bou/イラストのライトノベル。ファミ通文庫（エンターブレイン）より2002年9月より刊行されている。

## ストーリー
高校生活をおくるにあたって前もって女子と良関係を築き上げるという淡い希望を持っていた多可雄。恋愛禁止の学校に転校を余儀なくされた。寮での新たな生活は女子に囲まれこれはガールフレンドをつくるチャンスだと色めき立つ。しかし、規則を違反した者には死刑が待っている。くわえて、転校前に起きた身に覚えのない事件以降、多可雄の体にはもう1人の魂が宿っていた。

## 登場人物
逆木 多可雄（さかぎ たかお）
15歳。9月9日生まれ、乙女座。血液型はA型。
本作品の主人公。格闘技などの経験は無いが妙に膂力が強く、不良に絡まれたのを返り討ちにしたことを切っ掛けに、逆恨みによる報復を延々撃退し続ける中学時代を送ってきた。その割に本人の性格は歪む事も無く至って普通の男子高校生だが、髪だけはなぜか金髪に染めている。
後述のルシアに憑依（？）されている。彼女が多可雄の体で暴力事件を起こしたため、母親の計らいで幼馴染の出雲英子と共に物語の舞台である曲渓学園に転入する事になる。1巻の段階ではルシアの特殊な体質の影響を受け、女性に近づくだけで鼻血を出して気絶するという難儀な体質になっていたが、ルシアと意思の疎通が出来て以降その体質は改善されている。またそれとは別に、幼少期には時折性別が変化してしまうという奇妙な体質を持っていた。物心付いた頃には既に治まっていたが、2巻でそれが再び表出し一時的に女性になってしまう。
ルシアの特異体質を手中に収めんとする異能集団、<影を司る者>に身柄を狙われ、騒動に巻き込まれた過程で彼らの使う超能力、<黒い亡霊>を使えるようになる。<黒い亡霊>の能力は他者の<黒い亡霊>を破壊し完全に消滅させるというもの。現在は<黒い亡霊>使いの自警集団、<フランの十二人>に所属している。
盾溝 聖子（たてみぞ せいこ）
16歳。12月24日生まれ、山羊座。血液型はA型。
風紀委員会委員長。多可雄の従姉。盾溝正美（後述）の次女である。恋愛小説のフリークだが、立場を気にして周囲には隠している。中性的な口調で喋るが独特のイントネーションなのか作中では「～かナ」「～だヨ」など時折語尾がカタカナになる。
刀に宿すことでその力を増す<黒い亡霊>、<虚構の武士道>（サムライ・フィクション）の使い手で、<フランの十二人>に所属している。
竹村 葵（たけむら あおい）
15歳。8月1日生まれ、獅子座。血液型はB型。
竹村流柔術という格闘技の継承者で、十六代目竹村雪秀斎を襲名している。盾溝聖子とは異母姉妹の関係。竹村流柔術継承の際、実の父親である十五代目竹村雪秀斎＝竹村秀幸を殺めている。母もなくなっており、家族といえるのは赤音（次述）のみ。曲渓学園の警備を行っている。多可雄の才能を見込み竹村の技を託そうとする。最初は<黒い亡霊>の使い手ではなかったが、<影を司る者>襲撃をきっかけに、殴ったものに生命力を与える<黒い亡霊>、<千変万化の拳>（ドラムナックル）を持つようになる。
竹村 赤音（たけむら あかね）
14歳。8月1日生まれ、獅子座。血液型はB型。
父親は聖子や葵と同じ竹村秀幸、母は貼咲夢路。父を亡くした経緯から葵に対しては辛くあたるが、母の遺言から一ヶ月に一度食事を一緒にするようにしている。またその件の周辺事情により極度の男性不信に陥っている。
聖子に対して倒錯した恋愛感情を持っていたが、女性化した多可雄に心移りし、その後紆余曲折を経て男性の多可雄にも強烈なアタックをかけるようになる。 <フランの十二人>の一員で、重厚な甲冑を模した<黒い亡霊>、<金剛石の守護騎士>（ガード・オブ・ダイヤモンド）を持つ。
阿部 律子（あべ りつこ）
15歳。8月30日生まれ、乙女座。血液型はAB型。
過去の経験から失語症のきらいがあり、ガリガリ博士という名の人形をいつも持ち歩いてその人形による腹話術（？）で会話する。多可雄達との関わりの中で自分の言葉を取り戻す。多くの人形を操って動かす事が出来る<黒い亡霊>、<命ある人形の秘法>（パペットマスター）の使い手。フランの十二人に所属していたが、1巻における事件の顛末で転校してしまった。
櫛時 沙織（くしとき さおり）
19歳。6月6日生まれ、乙女座。血液型はO型。
盾溝メイド養成所で鍛え抜かれたプロのメイド（自称）。現在は盾溝正美の指示により多可雄の身の回りの世話役として派遣されている（自称）。髪が白く、瞳が赤い。さおりんと呼んでもらうのがとても好き。興奮すると胸が最大3.3倍まで膨張する。所持しているアタッシュケースから、「こんな事もあろうかと」の台詞と共に様々な物（ソフトクリーム、札束、水着etc.）を取り出す特技を持つ。
出雲 英子（いずも ひでこ）
多可雄と同い年の幼馴染で、多可雄のことを「オヤビン」と呼んで慕っている。「～っす」という口調が特徴。どう見ても小学校低学年としか思えないプチサイズな外見の持ち主で、身体能力も外見相応。静香（次述）の弟子と称しており、常に白衣を羽織っている。生物学関係に造詣が深い。料理上手。
逆木 静香（さかぎ しずか）
31歳。10月11日生まれ、天秤座。血液型はA型。
多可雄の母親で、開業医をしている。夫は十六年前に死去しており、多可雄を女手一つで育てたらしい。年齢に比してもなお若い外見の持ち主。マッドサイエンティストという側面を持ち、様々な怪しい発明をする傍らで幾つかの特許も持っている。相手の行動を全て見透かしたような言動を取るため、多可雄に苦手意識を持たれている。鶴来穂香のペンネームで小説を書いている。
盾溝 明菜（たてみぞ あきな）
盾溝正美の娘、長女。聖子の姉。右目の瞳が赤く、左目は眼帯で隠している。4年前に死亡したことになっていたが、<影を司る者>として多可雄達の前に姿を現す。瞬間移動の超能力（<黒い亡霊>かどうかに関する言及は無い）を有する。
盾溝 秀幸（たてみぞ ひでゆき）
聖子と明菜、葵と赤音の父。十五代目竹村雪秀斎。2年前、竹村流柔術の継承を賭けて葵と戦い、その際に死亡している。
盾溝 正美（たてみぞ まさみ）
聖子と明菜の母。静香の姉で多可雄にとっては叔母に当たる。竹村秀幸の本妻。曲渓学園の現理事長であると同時に<フランの十二人>の主催者でもある。
ルシア [Lucia]
多可雄に取り憑いて（？）いる少女。何者かに裏切られ殺されたらしいのだが、現在は記憶の大半を失っており詳細は不明。
人間とは別の生命体であり、存在するだけで付近の男性には死病を、女性には超能力<黒い亡霊>を発現させるという特殊な性質を有する。自身も怪力と驚異的な敏捷性を発揮する影法師を呼び出す<黒い亡霊>、<偉大なる皇帝>（カリギュラ）を持ち、<黒い亡霊>に関しては己が最強だと言ってはばからない。頭の左右に角が生えている。自身が殺された顛末を知るために多可雄の体を使って行動しようとする。
鱒長 好矢（ますなが よしや）
多可雄の転校前のクラスメイト。線の細い気弱で素直な少年。多可雄の数少ない親友。
鈴霧 睦美（すずきり むつみ）
15歳。11月7日生まれ、蠍座。AB型。
<影を司る者>の一員。影から影へと飛び移り黒い弾丸を発射する<黒い亡霊>、<樽の中の鉄砲魚>（シューティング・フィッシュ）を操り、多可雄（の中に居るルシア）を浚おうと襲撃した。バストはGカップ（1巻）、Hカップ（2巻）。常に金欠気味。
次萩 祐希（つぐはぎ ゆうき）
15歳。2月1日生まれ、水瓶座。血液型はO型。
鈴霧睦美と同じく<影を司る者>の一員。神経ガス様の物質を散布して相手を虚脱させる<黒い亡霊>、<酩酊する接吻>（バタフライ・キッス）の持ち主。2巻で鈴霧睦美と共に多可雄達を襲った。<充填特化>（後述）の副作用によって言動が不安定になっている。

## 用語
作中において、<黒い亡霊>など一部の独自用語は<>で囲まれている。
曲渓学園（きょっけいがくえん）
主人公の多可雄が転入させられた高校。1巻の舞台となる。逆木静香の母校であり、盾溝正美が現理事を務める。恋愛禁止、違反すると死刑（極刑）という異常な校則があり、外部では恋愛極刑学園とも呼ばれる。共学ではあるのだが、16年前に男子生徒が死亡するという事件が起こったため件の校則と相まって男子入学者が居なくなり、現在は多可雄以外の男子がいない。陸の孤島と言える場所に存在し、学生寮や種々の商店などが集まって学園都市を形成している。
朱雀寮（すざくりょう）
多可雄たちが住む曲渓学園の寮。学園の南方にある森の中に位置する。学園に行くには切り立った崖にかけられた吊り橋『朱雀橋』を渡る必要がある。3階建てで、部屋数は全部で30ほど。浴場は共同だが、なぜか男湯が厳重に封鎖されている。
竹村流柔術（たけむらりゅうじゅうじゅつ）
竹村葵が修得している格闘術。単に『竹村』と略称される事が多い。葵曰く「竹村は盾溝を守る技」。現継承者である葵は盾溝家の護衛を使命とするらしい。技は飛び付き腕拉ぎの『アギト』、殺気を消して虚を突く『クウガ』など。技の名前が平成仮面ライダーシリーズから来ている。
<黒い亡霊>（ブラックゴースト）
ルシアによって人間にもたらされる超能力。身に着ける各人によって性能が異なり、原則として一人が身に付けられる能力は一つだけ。周囲の女性を魅了したり人形を操ったりと、バリエーションは様々。ただ共通項として大抵の場合、影法師のような黒い幻像を伴う。ルシアの影響を受けた男性は死病に見舞われ48時間で死に至るため実質的に女性だけが身に付けられるものだが、ルシアを内包する多可雄だけは例外的に、男性であるにもかかわらず使用する事が出来る。
なお2巻の段階で、ルシア以外にも人間に<黒い亡霊>を齎す存在がいる事が判明する。
<帝国領域>（テリトリウム）
黒い亡霊を身に付けた者が同時に獲得する超能力。能力者に危険が迫ったとき自動的に発動し、その周囲に特殊な力場を形成して防衛する。これも一人一人性能が異なる。
<フランの十二人>
盾溝正美主催の、<黒い亡霊>能力者による自警集団。判明している構成員は、盾溝聖子、竹村赤音、阿部律子（後に脱退）。1巻終了時点で逆木多可雄も加入する。かつては盾溝明菜も所属していた。十二人という名前ではあるが、構成員を十二人以上にしてはいけない（十一人以下でなければならない）という奇妙な掟（？）がある。またここにも男女間の恋愛禁止、違反者は死刑という規則がある。
<影を司る者>（ヘキサゴン）
ルシアの能力を手中に収めようとしている組織、もしくはその構成員（幹部級の者のみを指す可能性あり）の呼称。2巻の段階でその詳細は不明。現在、盾溝明菜が所属している。また、ルシアと同様の「人間に<黒い亡霊>を身に付けさせる」能力を有する存在を擁しているらしい。
<充填特化>（チャージアップ）
特定の物体に<黒い亡霊>を宿らせる事で、その超能力を強化する事。宿らせるものは何でもいいわけではなく、能力者の思い入れがあってかつ超能力の性質に合ったものでなければならない。また宿らせる際には能力者の体の一部を<黒い亡霊>に捧げる必要がある。やりすぎると負荷によって精神に異常をきたす<過剰充填>（オーバーゴース）と呼ばれる状態になる。

## 既刊一覧
- 新井輝（著）・Bou（イラスト）、エンターブレイン〈ファミ通文庫〉、既刊2巻（2003年8月20日現在）
  - 『恋愛極刑ハイスクール 1 ソレデモ僕ラハ恋ヲスル』、2002年9月20日発売[1]、ISBN 4757709862
  - 『恋愛極刑ハイスクール 2 ソレデモ夏ニハ海ヘ行ク』、2003年8月20日発売[2]、ISBN 4757712022